# El juramento de la juventud
El juramento de la juventud (Sumpah Pemuda en indonesio) es el principal episodio fundador en la historia del movimiento de la independencia indonesia. Este manifiesto de la juventud indonesia es la primera declaración de los valores e ideales que presidirían la fundación del estado que se convertirá en la Indonesia moderna.
Lo que ahora se llama el "juramento de la juventud" es en realidad el texto final del Segundo Congreso de la Juventud, que se realizó durante dos días, del 27 al 28 de octubre de 1928 en Batavia. Define los conceptos de "nación indonesia", "pueblo indonesio", así como "idioma indonesio". Estas conclusiones estaban destinadas a ser utilizadas como base para cualquier asociación y para ser publicadas en periódicos y leídas antes de cualquier reunión política.
Es interesante notar que el mismo término "Indonesia", hasta ahora confinado a un medio intelectual, se usa y difunde por primera vez públicamente. El nombre "Sumpah Pemuda" no apareció después del congreso, y no fue reclamado por sus editores. A continuación se muestra el texto oficial tal como aparece hoy en el Museo Memorial.

## El juramento
En indonesio, con la ortografía original, el juramento dice:

Pertama

Kami poetra dan poetri Indonesia, mengakoe bertoempah darah jang satoe, tanah air Indonesia.

Kedoea

Kami poetra dan poetri Indonesia, mengakoe berbangsa jang satoe, bangsa Indonesia.

Ketiga

Kami poetra dan poetri Indonesia, mendjoendjoeng bahasa persatoean, bahasa Indonesia.

En indonesio con ortografía actual:

Pertama

Kami putra dan putri Indonesia, mengaku bertumpah darah yang satu, tanah air Indonesia.

Kedua

Kami putra dan putri Indonesia, mengaku berbangsa yang satu, bangsa Indonesia.

Ketiga

Kami putra dan putri Indonesia, menjunjung bahasa persatuan, bahasa Indonesia.

En español:

Primeramente

Nosotros, los hijos e hijas de Indonesia, reconocemos una sola patria, Indonesia.

Segundamente

Nosotros, los hijos e hijas de Indonesia, reconocemos una sola nación, la nación de Indonesia.

Terceramente

Nosotros, los hijos e hijas de Indonesia, respetamos el lenguaje de la unidad, el indonesio.

## Escritura del texto
El texto del juramento fue escrito por Muhammad Yamin, en una hoja de papel que transmitió a Sugondo Djojopuspito mientras Sunario Sastrowardoyo hacía su discurso, como representante de los Scouts. Al encontrarlo muy bien, se los pasa al orador que los lee a todos. Fue entonces Yamin quien explicó cada declaración en detalle.